# Museumsradio 1476
Koordinaten: 47° 42′ 46,3″ N, 13° 33′ 22,8″ O
Das Museumsradio 1476 ist ein österreichischer Mittelwellensender, der aus Bad Ischl auf 1476 kHz sendet.
Das Museumsradio ist ein Programmradio, das sich vom Konzept des Formatradios der meisten anderen Sender insofern unterscheidet, als überwiegend alte Schallplatten aus den Anfängen der Schellackplatten bis zum Ende des kommerziellen Erfolges der Vinylplatten abgespielt werden. Das Repertoire umfasst Musik aus allen Bereichen der E-Musik und der Unterhaltungsmusik.

## Technisches

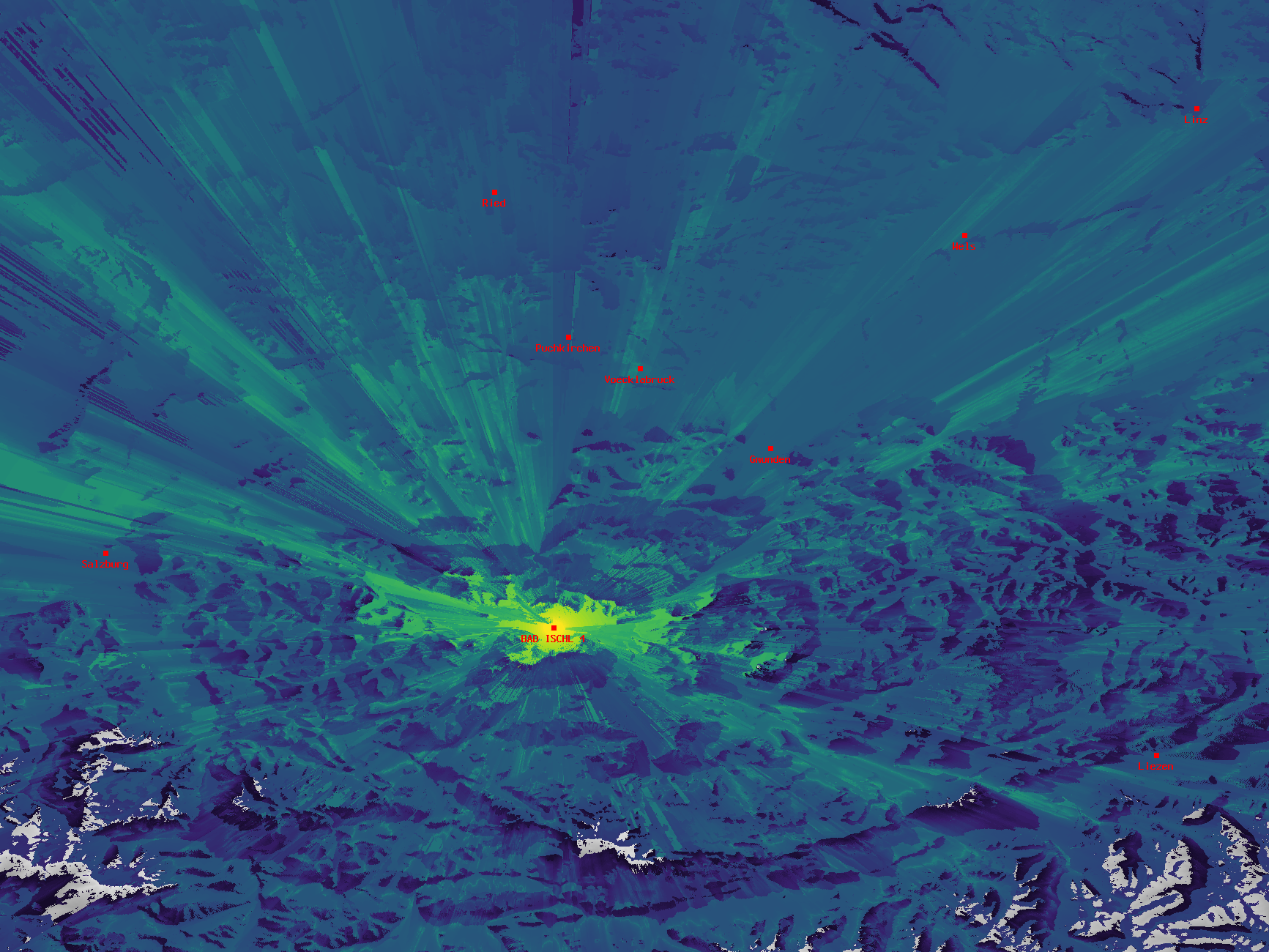
Simulierte Verbreitung des Mittelwellensignals

Das Museumsradio 1476 strahlt sein Programm auf Mittelwelle auf 1476 Kilohertz aus und ist damit einer von nur noch wenigen verbliebenen deutschsprachigen Mittelwellensendern in Europa und der letzte deutschsprachige Mittelwellensender in Österreich.
Das Programm des Senders ist zusätzlich im Internet empfangbar. Ferner werden Teile des Programms regelmäßig  von anderen Sendern übernommen.

## Inhaber und Betreiber
Inhaber und Betreiber des Museumsradios sind Reinhard Pirnbacher und seine Frau Edith Schiller, die auch einen Teil der Sendungen moderieren. Das Museumsradio wird von Reinhard Pirnbacher und Edith Schiller auf eigene Kosten betrieben 
sowie durch Spenden von Hörern mitfinanziert.
Der Sender stützt sich auf das private Tonarchiv von Reinhard Pirnbacher, dessen Plattenfundus zwischen 100.000 und 150.000 Tonträgern liegt. Dabei sind mehr als 70.000 Musiktitel sofort während des Sendebetriebes verfügbar. Von Hörern gewünschte Titel, die noch nicht im Archiv vorhanden sind, werden meist binnen Wochenfrist beschafft und eingespielt.

## Technik
Bei einer bestehenden Amateurfunkanlage von OE5TPM, OE5SEO und OE5XIL wurden Umbauten durchgeführt und für den Mittelwellenbetrieb angepasst.
Die Anlage besteht aus einer 26,5 m hohen Vertikalantenne und ist normalerweise für den 160 m Amateurfunkbereich ausgelegt. Diese Antenne wird mit Kondensatoren und einer Verlängerungsspule auf die 1476 kHz eingepegelt. Der Sender selbst hat eine Ausgangsleistung von 1000 Watt, tatsächlich liegt die reale Sendeleistung aber etwas darunter. Damit ist der Sender im Raum Bad Ischl (Oberösterreich) und teilweise in den angrenzenden Bundesländern Salzburg und Steiermark über die Bodenwelle empfangbar. Über die Raumwelle nach Einbruch der Dunkelheit reicht der Empfangsbereich deutlich weiter. Laut Berichten von Hörern wurde der Sender in Ungarn, der Slowakei, Tschechien und der Republik Moldau, bis nach Deutschland, die Schweiz, die Niederlande und in England empfangen. Der derzeit weiteste Empfangsbericht (mit einer 300 m Drahtantenne) stammt aus der kanadischen Provinz Neufundland.